# Titanium (Band)
Titanium ist eine sechsköpfige männliche neuseeländische Popband.

## Biografie
Die Band wurde im Sommer 2012 im Rahmen eines Castings des Radiosenders The Edge aus Auckland zusammengestellt. Es wurden sechs Sänger aus verschiedenen Orten des Landes ausgewählt, die alle bereits musikalische Erfahrung gesammelt hatten. Die Mitglieder waren 18 oder 19 Jahre alt bis auf den 27-jährigen TK Paradza, der ursprünglich aus Simbabwe stammt. Ihre Aufgabe war es, das Preisgeld von 10 000 $ zu gewinnen, indem sie eine Single auf Platz 1 der Charts bringen. Vorab veröffentlichten sie Ende August auf YouTube eine Coverversion von I Won't Give Up von Jason Mraz, das über 100 000 Mal aufgerufen wurde. Nach Abschluss einer einmonatigen Vorbereitung nahmen sie Come On Home auf, das vom neuseeländischen R&B-Sänger Vince Harder geschrieben worden war, der auch als ihr Gesangscoach fungierte. Am 17. September 2012 stieg ihre Debütsingle an der Spitze der Charts ein.

## Mitglieder
- Zac Taylor
- Jordi Webber
- Haydn Linsley
- Shaquille Paranihi-Ngauma
- Andrew Papas
- TK Paradza

## Diskografie

### Alben
| Jahr | Titel           | Höchstplatzierung, Gesamtwochen, AuszeichnungChartsChartplatzierungen (Jahr, Titel, Platzierungen, Wochen, Auszeichnungen, Anmerkungen) | Anmerkungen                            |
| Jahr | Titel           | NZ | Anmerkungen                            |
| ---- | --------------- | --- | -------------------------------------- |
| 2012 | All for You     | NZ8 Gold · (11 Wo.)NZ | Erstveröffentlichung: 7. Dezember 2012 |
| 2013 | All for You 2.0 | — | Erstveröffentlichung: 4. Oktober 2013  |

### Singles
| Jahr | Titel Album                          | Höchstplatzierung, Gesamtwochen, AuszeichnungChartsChartplatzierungen (Jahr, Titel, Album, Platzierungen, Wochen, Auszeichnungen, Anmerkungen) | Anmerkungen                                              |
| Jahr | Titel Album                          | NZ | Anmerkungen                                              |
| ---- | ------------------------------------ | --- | -------------------------------------------------------- |
| 2012 | Come On Home All for You             | NZ1 ×2Doppelplatin · (18 Wo.)NZ | Erstveröffentlichung: 6. September 2012                  |
| 2012 | I Wont Give Up All for You           | NZ16 (3 Wo.)NZ | Erstveröffentlichung: 19. Oktober 2012                   |
| 2012 | Sky All for You                      | NZ12 (2 Wo.)NZ | Erstveröffentlichung: 2. November 2012                   |
| 2013 | Soundtrack to Summer All for You 2.0 | NZ31 (1 Wo.)NZ | Erstveröffentlichung: 1. März 2013 feat. Jupiter Project |
| 2013 | Tattoo All for You 2.0               | NZ9 (2 Wo.)NZ | Erstveröffentlichung: 7. Juni 2013                       |
| 2014 | Take Us Back –                       | NZ9 (1 Wo.)NZ | Erstveröffentlichung: 5. September 2014                  |